# Neuries
Neuries (Abkürzung: Nrs.) ist eine Mengenbezeichnung für Papier, wobei gilt: 1 Neuries = 10 Neubuch = 1000 Bogen.

## Verwendung
Die Bezeichnung ist üblich in den Papierpreislisten der Papiergroßhändler und wird bei der Bestellung von Papier und Karton in Druckereien verwendet. NEUries unterscheidet den aktuellen Begriff vom historischen Begriff Ries, der für 500 Bogen stand.

## Bedeutung
Der Begriff Neuries hat große wirtschaftliche Relevanz, da Papier- und Kartonpreise mengenmäßig gestaffelt sind (= je mehr man kauft, umso geringer wird der Preis pro Bogen). Kauft man weniger als ein Neuries (also unter 1000 Bogen) einer Papier- oder Kartonsorte, ist mit einem höheren Preis zu rechnen (Preisstaffel sind dann „ab 500 Bogen“ und bei noch geringeren Mengen „ab 1 Originalpaket“ bzw. „unter 1 Originalpaket“).
Für die Logistik wichtig ist die Angabe „kg je Nrs.“, wobei hier z. B. „21“ bedeutet, dass 1000 Bogen 21 kg wiegen.
Alle Preisangaben in Papierpreislisten beziehen sich wiederum auf 1000 Bogen, wodurch ein direkter Vergleich der Mengenstaffel möglich ist. Für Kuverts, Taschen und Pappe wird der Begriff Neuries nicht verwendet.